# Dynamic Trunk Protocol
Pour les articles homonymes, voir Dynamic et DTP.
Le Dynamic Trunk Protocol ou DTP est un protocole réseau propriétaire de Cisco Systems, permettant de gérer dynamiquement l'activation/désactivation du mode trunk d'un port sur un commutateur réseau.
Le DTP gère la négociation d’agrégation (mode trunk d'un port) uniquement si le port de l’autre commutateur est configuré dans un mode d’agrégation qui prend en charge ce protocole.
Les modes d'agrégation définissent la manière dont le port négocie la configuration d'une liaison agrégée à l'aide du protocole DTP avec son port homologue.
Pour désactiver l'auto négociation sur une interface d'un équipement Cisco, utiliser :
```
Switch(config-if)# switchport nonegotiate

```